# Ponte Rosso (Erevan)
Il Ponte Rosso (in armeno Կարմիր կամուրջ?, Karmir kamurj), anche noto come vecchio ponte di Hrazdan o come ponte di Khoja Plav (in armeno Խոջա Փլավի կամուրջ?, Khoja Plavi kamurj) era un ponte del diciassettesimo secolo che attraversava il fiume Hrazdan presso Erevan, in Armenia, attualmente allo stato di rovina.
La qualificazione cromatica di ponte rosso è dovuta proprio al colore del materiale costruttivo impiegato, ovvero il tufo rosso. viene denominato il ponte di Khoja Plav,  fu un benestante uomo armeno nativo di Kanaker che ne finanziò la ricostruzione. La lunghezza totale del ponte era pari a ottanta metri e si elevava dal letto del fiume per undici metri. Si strutturava su quattro arcate, di cui le due mediane impostate dritte nel fiume e le altre appoggiate alle sue sponde.
Prima del devastante terremoto del 1679 sul sito dell'attuale Ponte Rosso vi era un altro manufatto analogo, tuttavia crollato durante l'evento sismico. Assicurava una continuità economica, oltre che stradale, tra la fortezza di Erevan e la pianura di Ararat. Ricostruito nel 1830, oggi come già accennato l'intera struttura giace allo stato di rovina.

## Galleria d'immagini

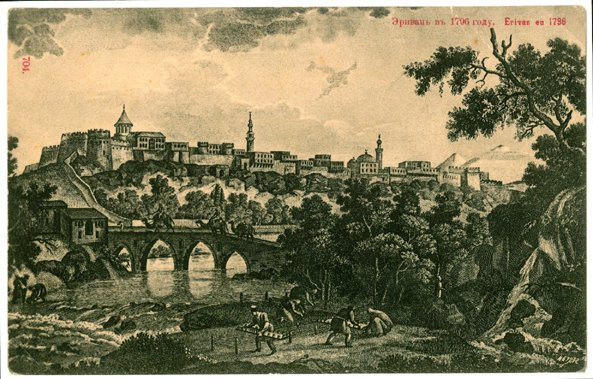
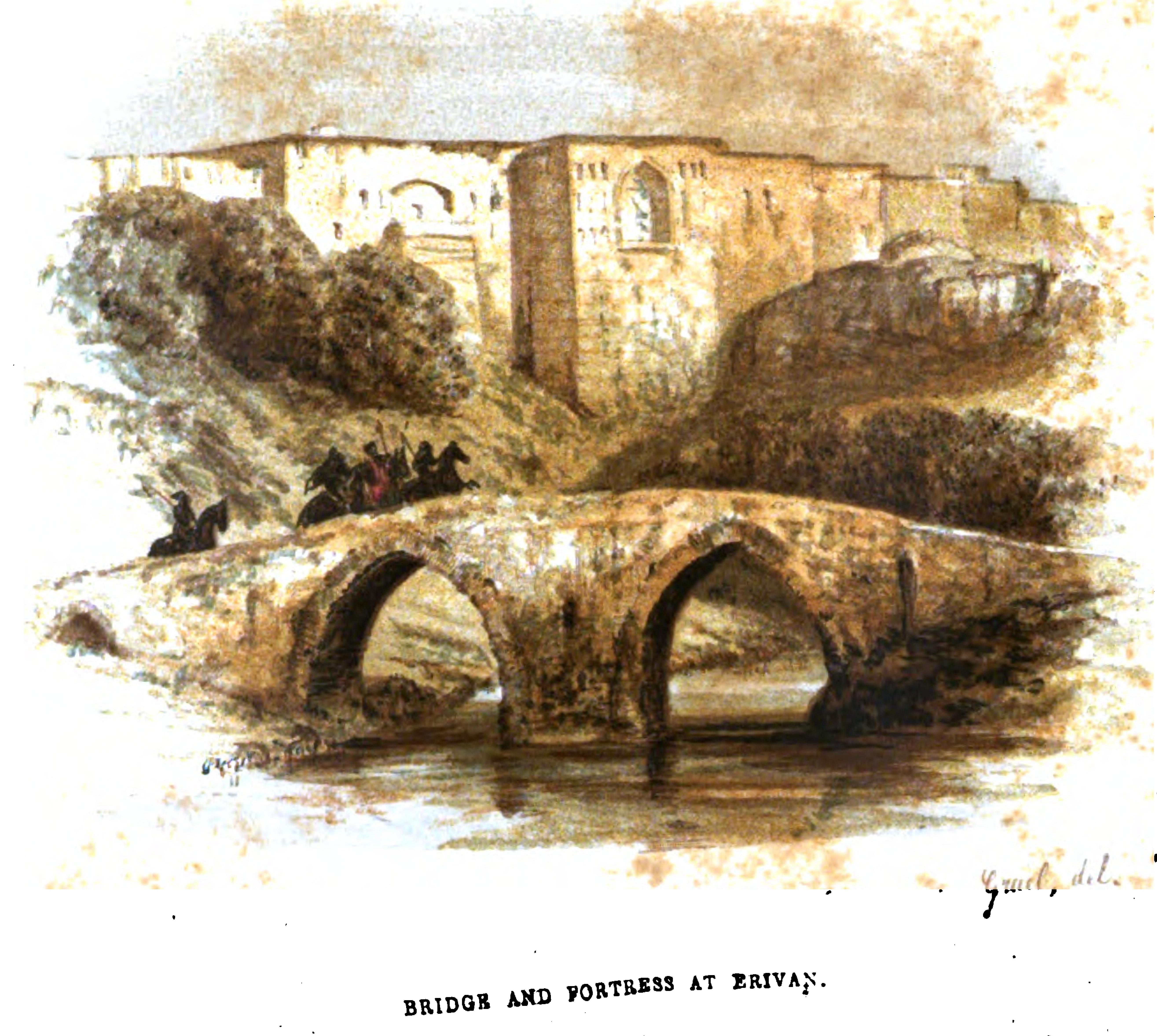
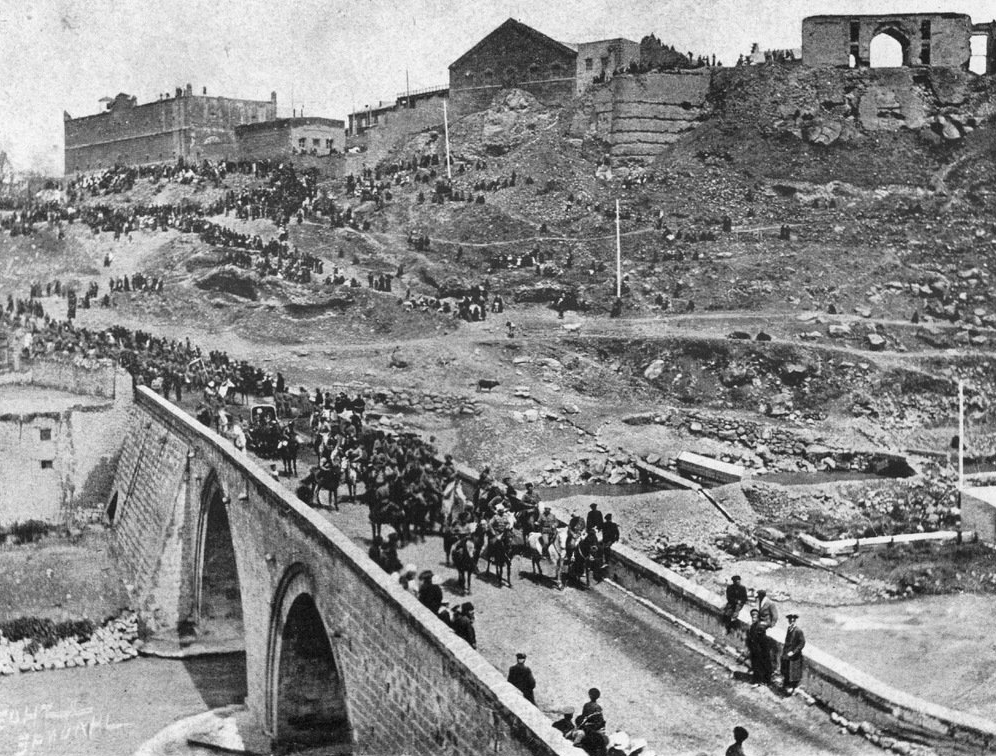
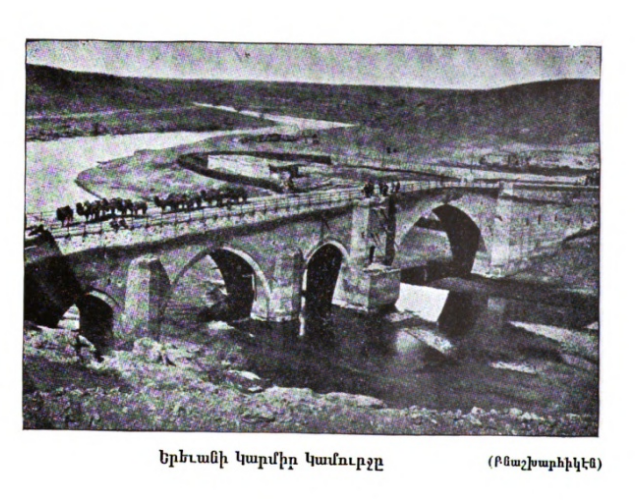
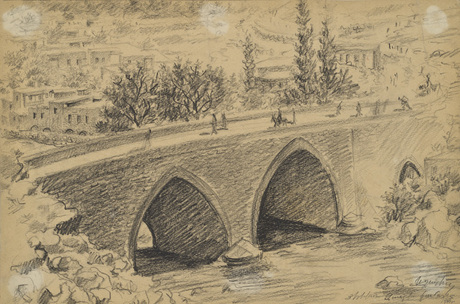
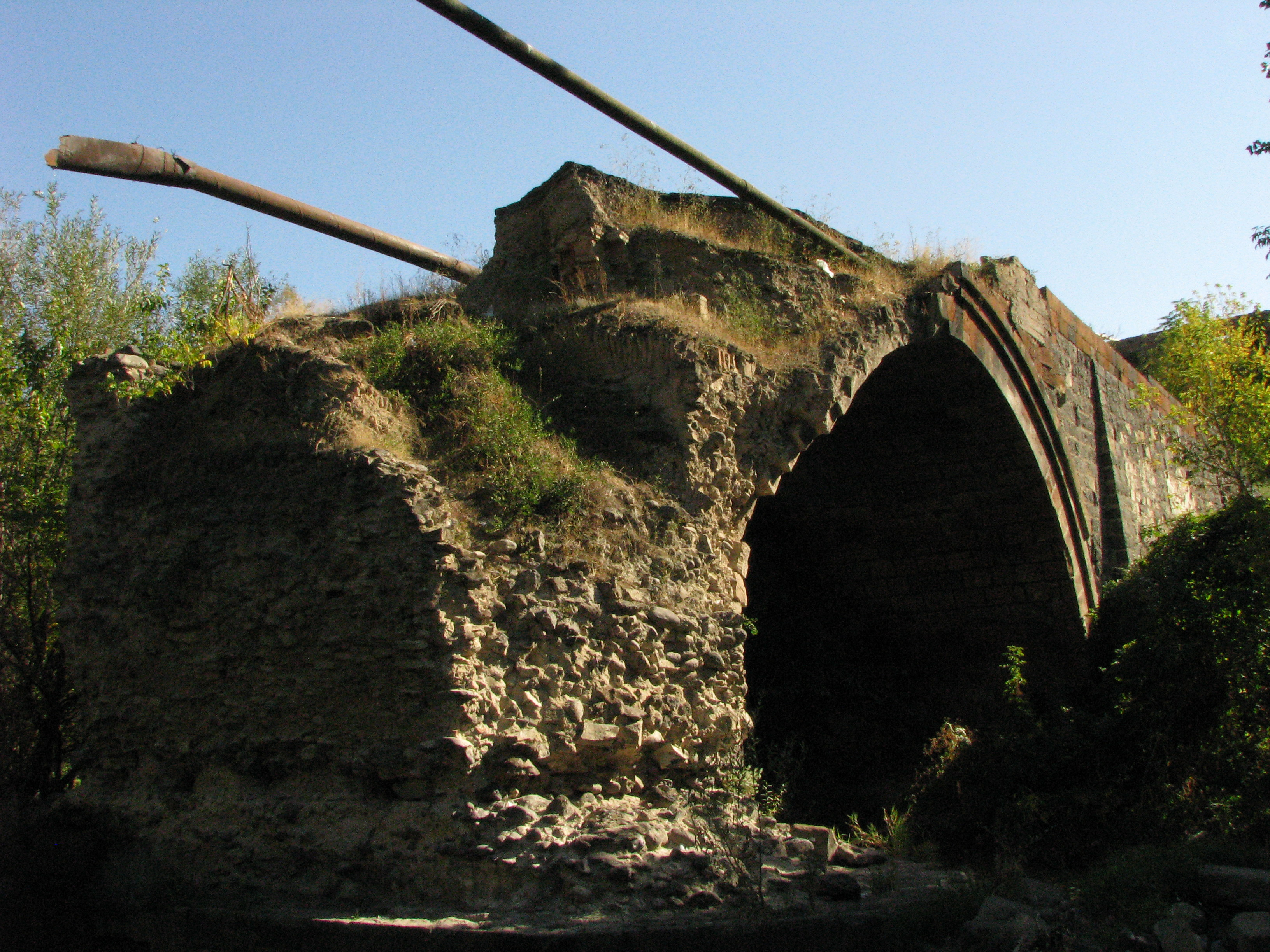